# Chiesa della Misericordia (Pienza)
La chiesa della Misericordia è un edificio sacro che si trova nel centro storico di Pienza.

## Descrizione
La chiesa, già esistente nel XVII secolo e dedicata alla Madonna dell'Ulivo, ha subito pesanti ristrutturazioni nel XVIII e XIX secolo quando fu trasformata ed ingrandita. Nel 1861 vi fu fondata la Pia associazione di Misericordia.
La facciata si presenta molto semplice di gusto neoclassico, con porta architravata e timpano di chiusura con tetto a capanna. Nel 1879 è stato ricostruito anche il piccolo campanile a vela. L'interno si presenta ad unica navata con tre altari di caratteristiche barocche. Negli altari laterali, due dipinti del XVIII secolo: a destra San Pasquale Baylon e a sinistra San Luigi Gonzaga.